# Skrižven
Skrižven ali horkruc (angleško horcrux) je v knjigah o Harryju Potterju izraz za predmet, v katerega je nekdo skril del svoje duše, tako da človek ne more umreti niti če je njegovo telo uničeno. Del duše namreč ostane vezan na ta predmet in je nepoškodovan, a za skritje dela duše v skrižven je treba plačati z umorom nekoga drugega. 
Najbolj znana oseba, ki je to kadarkoli storila je Mark Neelstin.